# Wilhelm Humer

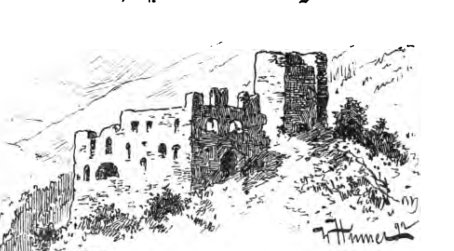
Wilhelm Humer: Brunnenburg (1892)

Wilhelm Humer (geboren circa 1860 in Innsbruck, Kaisertum Österreich; gestorben 19. Januar 1897 in Brixen, Österreich-Ungarn) war ein österreichischer Maler.

## Leben
Von Wilhelm Humer sind nur wenige Daten überliefert. Er belegte während seines Kunststudiums an der Kunstakademie München im Wintersemester 1879/80 die Antikenklasse.
Humer malte alpine Landschaften und war Illustrator von Familienzeitschriften.
Für Georg von Preußen kopierte er Gemälde von dessen Verwandten.

## Werke (Auswahl)
- Cölestin Stampfer: Schlösser und Burgen in Meran und Umgebung. Illustrationen Wilhelm Humer. Innsbruck: Wagner’sche Univ.-Buchh., 1894.
- Landesverband für Fremdenverkehr in Tirol (Hrsg.): Almanach der Bäder, Sommerfrisch- und Luftcurorte Tirols. Innsbruck 1896/97 (Digitalisat der Landesbibliothek „Dr. Friedrich Teßmann“).